# Pedilophorus stierlini
Pedilophorus stierlini là một loài bọ cánh cứng trong họ Byrrhidae. Loài này được Des Gozis, miêu tả khoa học năm 1882.